# Penicillium
Penicillium (av latinets penicillus, "pensel") även kallat penselmögel, är ett artrikt släkte med sporsäcksvampar (Ascomycota). Den största delen av spridningen sker med hjälp av fruktkroppar, så kallade kondier som hos penicillium sitter samman i rader vilket ger dem ett penselliknande utseende.
Flera arter av dessa mögelsvampar används vid osttillverkning som Penicillium camemberti och Penicillium candida som används vid tillverkning av Camembert- och Brieostar, Penicillium glaucum som används vid tillverkning av Gorgonzola, och  Penicillium roqueforti som används vid tillverkning av Roquefortost, dansk grönmögelost och även Gorgonzola. 
Penicillium chrysogenum används för att producera antibiotikan penicillin.

## Arter (urval och i bokstavsordning)
- Penicillium bilaiae
- Penicillium brevicompactum, flera synonymer, bland annat Penicillium stoloniferum
- Penicillium camemberti
- Penicillium candida
- Penicillium chrysogenum, syn. Penicillium notatum
- Penicillium commune
- Penicillium glaucum
- Penicillium lacussarmientei
- Penicillium marneffei
- Penicillium purpurogenum
- Penicillium roqueforti
- Penicillium stoloniferum
- Penicillium verrucosum
- Penicillium viridicatum
- Penicillium vulpinum